# Cuivrepoli
Cuivre poli (auch Cuivrepoli oder Cuivre-poli-Antik, franz., spr. kuihwr polih) eigentlich cuivre jaune poli (poliertes Messing) ist die Bezeichnung für eine Messingbronze.
Das Material wurde als Surrogat für die teurere echte Bronze verwendet. Es besitzt einen hohen Zinn- und Zinkgehalt und ist deshalb weicher, wodurch es sich einfacher bzw. billiger verarbeiten lässt. Diese dem Messing nahestehende Bronze wurde im 19. und Anfang des 20. Jahrhunderts besonders zur Herstellung kleinerer Geräte für den Massenbedarf (Beleuchtungsgegenstände, Schreibzeuge, Bilderrahmen etc.) verwendet.

## Quelle
- Meyers Konversations-Lexikon, Band 4: China – Distanz – Seite 0361: von "Cui bono" bis "Cullen" auf retrobibliothek.de
- Meyers Konversations-Lexikon, Band 3: Blattkäfer – Chimbote – Seite 0462: "Bronze (Verarbeitung zu Kunstgegenständen)" auf retrobibliothek.de

Dieser Artikel basiert auf einem gemeinfreien Text aus Meyers Konversations-Lexikon, 4. Auflage von 1888 bis 1890.